# 祁連県
祁連県（きれん-けん、チレン・ゾン, chi len rdzong）は中華人民共和国青海省海北チベット族自治州に位置する県。

## 行政区画
- 鎮:八宝鎮、峨堡鎮、黙勒鎮
- 郷:扎麻什郷、阿柔郷、野牛溝郷、央隆郷